# Heteragrion bickorum
Heteragrion bickorum là loài chuồn chuồn trong họ Megapodagrionidae. Loài này được Daigle mô tả khoa học đầu tiên năm 2005.